# George Gordon
George Gordon (2 settembre 1906 – Apple Valley, 24 maggio 1986) è stato un regista, animatore e sceneggiatore statunitense. Iniziò la sua carriera nel cinema nel 1930, lavorando poi per la TV dagli anni '50. Gordon è accreditato per centinaia di cartoni animati che coprono il periodo 1937-1983.

## Biografia
Gordon iniziò a lavorare nel settore dell'animazione nel 1930 alla Terrytoons come animatore sulle serie Jesse and James e Farmer Al Falfa. A metà degli anni '30 Gordon venne promosso alla posizione di regista di cortometraggi come A Bully Frog (1936), The Busy Bee (1936), Robin Hood in an Arrow Escape (1936) e serie come Farmer Al Falfa, Kiko the Kangaroo e Puddy the Pup.
Nel 1937 Gordon lasciò la Terrytoons e si trasferì allo studio di animazione della Metro-Goldwyn-Mayer per lavorare come animatore e regista. Durante il suo impiego alla MGM lavorò anche sulle serie Barney Bear e Tom & Jerry.
Dopo aver lasciato la MGM nel 1944, Gordon lavorò per diversi studi. Negli anni '50 lavorò come produttore associato e regista per John Sutherland, nel 1960 come sceneggiatore per la Terrytoons e nel 1963 per la United Productions of America (UPA), nel 1968 e nel 1969 come regista per la DePatie-Freleng Enterprises, nel 1971 e nel 1972 come sceneggiatore per Fred Calvert e dal 1978 al 1984 come regista di Scooby-Doo & Scrappy-Doo, Casper and the Angels, The Little Rascals e I Superamici per la Hanna-Barbera.